# Collegio elettorale di Bitonto (Senato della Repubblica)
Il collegio di Bitonto fu un collegio elettorale uninominale della Repubblica Italiana appartenente alla Circoscrizione Puglia; fu utilizzato per eleggere un senatore della Repubblica dalla I alla XI legislatura.

## Storia
Il collegio venne creato nel 1948 secondo la legge n. 29 del 6 febbraio 1948 la quale, pur basandosi sull'impianto proporzionale in vigore per la Camera, rispetto a quest'ultima conteneva alcuni piccoli correttivi in senso maggioritario. Tale legge ebbe il suo definitivo perfezionamento col Testo Unico n. 361 del 1957. Differentemente dalla Camera, la legge elettorale del Senato si articolava su base regionale, seguendo il dettato costituzionale (art.57). Ogni Regione era suddivisa in tanti collegi uninominali quanti erano i seggi ad essa assegnati. All'interno di ciascun collegio, veniva eletto il candidato che avesse raggiunto il quorum del 65% delle preferenze: tale soglia, oggettivamente di difficilissimo conseguimento, tradiva l'impianto proporzionale su cui era concepito anche il sistema elettorale della Camera Alta. Qualora, come normalmente avveniva, nessun candidato avesse conseguito l'elezione, i voti di tutti i candidati venivano raggruppati in liste di partito a livello regionale, dove i seggi venivano allocati utilizzando il metodo D'Hondt delle maggiori medie statistiche e quindi, all'interno di ciascuna lista, venivano dichiarati eletti i candidati con le migliori percentuali di preferenza.
Il collegio di Bitonto venne abrogato nel 1993, con la cosiddetta Legge Mattarella (Legge n. 276, Norme per l'elezione del Senato della Repubblica), attuata in seguito al referendum abrogativo del 1993. Con la legge Mattarella venne istituito per la Camera dei deputati e per il Senato della Repubblica un sistema di elezione misto, in parte maggioritario e in parte proporzionale. Il 75% dei parlamentari dell'assemblea veniva eletto in collegi uninominali tramite sistema maggioritario a turno unico; il restante 25% al Senato veniva eletto tramite recupero proporzionale dei più votati non eletti attraverso un meccanismo di calcolo denominato "scorporo", cioè sottraendo dal conteggio dei voti totali di una lista nella parte proporzionale i voti ottenuti dai candidati collegati alla medesima lista che erano eletti nei collegi uninominali con il sistema maggioritario.

### Territorio
Il collegio di Bitonto era uno dei 31 collegi uninominali in cui era suddivisa la Puglia; comprendeva i seguenti comuni: Adelfia, parte del comune di Bari (in particolare le frazioni di Carbonara, Ceglie, Loseto, Palese-Macchie, Santo Spirito e Torre a Mare), Binetto, Bitetto, Bitonto, Bitritto, Capurso, Cellamare, Grumo Appula, Modugno, Palo del Colle, Terlizzi, Toritto, Triggiano, Valenzano.

## Dati elettorali

### I legislatura
|                               | Nicola Angelini ✔️ Eletto | Democrazia Cristiana        | 55 134 | 65,24 |  |  |  |  |  |
|                               | Francesco Elia            | Fronte Democratico Popolare | 14 927 | 17,66 |  |  |  |  |  |
|                               | Lorenzo Grimaldi          | Indipendente                | 10 095 | 11,95 |  |  |  |  |  |
|                               | Ernesto Rossi             | Unità Socialista            | 4 349  | 5,15  |  |  |  |  |  |
| Totale                        | Totale                    | Totale                      | 84 505 | 100   |  |  |  |  |  |
|                               |                           |                             |        |       |  |  |  |  |  |
| Voti non validi               | Voti non validi           | Voti non validi             | 3 593  | 4,08  |  |  |  |  |  |
| Votanti                       | Votanti                   | Votanti                     | 88 098 | 94,01 |  |  |  |  |  |
| Elettori                      | Elettori                  | Elettori                    | 93 712 |       |  |  |  |  |  |
|                               |                           |                             |        |       |  |  |  |  |  |
| Data: 18 aprile 1948          |                           |                             |        |       |  |  |  |  |  |
| Fonte: Ministero dell'interno |                           |                             |        |       |  |  |  |  |  |

### II legislatura
|                                                                                | Nicola Angelini ✔️ Eletto   | Democrazia Cristiana                    | 34 008 | 38,96 |  |  |  |  |  |
|                                                                                | Francesco Rogadeo ✔️ Eletto | Partito Nazionale Monarchico            | 25 955 | 29,74 |  |  |  |  |  |
|                                                                                | Fabrizio Canfora            | Partito Comunista Italiano              | 14 992 | 17,18 |  |  |  |  |  |
|                                                                                | Giuseppe Papalia            | Partito Socialista Italiano             | 9 943  | 11,39 |  |  |  |  |  |
|                                                                                | Domenico Larovere           | Partito Socialista Democratico Italiano | 1 369  | 1,57  |  |  |  |  |  |
|                                                                                | A. Sansone Capogrosso       | Partito Liberale Italiano               | 859    | 0,98  |  |  |  |  |  |
|                                                                                | Vito Zuccarino              | Alleanza Democratica Nazionale          | 158    | 0,18  |  |  |  |  |  |
| Totale                                                                         | Totale                      | Totale                                  | 87 284 | 100   |  |  |  |  |  |
|                                                                                |                             |                                         |        |       |  |  |  |  |  |
| Voti non validi                                                                | Voti non validi             | Voti non validi                         | 3 665  | 4,03  |  |  |  |  |  |
| Votanti                                                                        | Votanti                     | Votanti                                 | 90 949 | 93,64 |  |  |  |  |  |
| Elettori                                                                       | Elettori                    | Elettori                                | 97 127 |       |  |  |  |  |  |
|                                                                                |                             |                                         |        |       |  |  |  |  |  |
| Nota: quorum del 65% non raggiunto; ripartizione dei seggi a livello regionale |                             |                                         |        |       |  |  |  |  |  |
| Data: 7 giugno 1953                                                            |                             |                                         |        |       |  |  |  |  |  |
| Fonte: Ministero dell'interno                                                  |                             |                                         |        |       |  |  |  |  |  |

### III legislatura
|                                                                                | Nicola Angelini ✔️ Eletto         | Democrazia Cristiana                    | 42 982  | 45,41 |  |  |  |  |  |
|                                                                                | Angelo Custode Masciale ✔️ Eletto | Partito Socialista Italiano             | 17 582  | 18,58 |  |  |  |  |  |
|                                                                                | Giovanni Ripoli                   | Partito Comunista Italiano              | 14 843  | 15,68 |  |  |  |  |  |
|                                                                                | Francesco Rogadeo                 | Partito Nazionale Monarchico            | 9 160   | 9,68  |  |  |  |  |  |
|                                                                                | Ernesto De Marzio                 | Movimento Sociale Italiano              | 4 685   | 4,95  |  |  |  |  |  |
|                                                                                | Pietro De Santis                  | Partito Monarchico Popolare             | 2 579   | 2,72  |  |  |  |  |  |
|                                                                                | Vincenzo Zaccaria                 | Partito Socialista Democratico Italiano | 1 215   | 1,28  |  |  |  |  |  |
|                                                                                | Michele Cifarelli                 | PRI - PR                                | 1 001   | 1,06  |  |  |  |  |  |
|                                                                                | Florenzo Pansini                  | Partito Liberale Italiano               | 598     | 0,63  |  |  |  |  |  |
| Totale                                                                         | Totale                            | Totale                                  | 94 645  | 100   |  |  |  |  |  |
|                                                                                |                                   |                                         |         |       |  |  |  |  |  |
| Voti non validi                                                                | Voti non validi                   | Voti non validi                         | 3 379   | 3,45  |  |  |  |  |  |
| Votanti                                                                        | Votanti                           | Votanti                                 | 98 024  | 94,68 |  |  |  |  |  |
| Elettori                                                                       | Elettori                          | Elettori                                | 103 532 |       |  |  |  |  |  |
|                                                                                |                                   |                                         |         |       |  |  |  |  |  |
| Nota: quorum del 65% non raggiunto; ripartizione dei seggi a livello regionale |                                   |                                         |         |       |  |  |  |  |  |
| Data: 25 maggio 1958                                                           |                                   |                                         |         |       |  |  |  |  |  |
| Fonte: Ministero dell'interno                                                  |                                   |                                         |         |       |  |  |  |  |  |

### IV legislatura
|                                                                                | Nicola Angelini ✔️ Eletto | Democrazia Cristiana                    | 42 842  | 46,37 |  |  |  |  |  |
|                                                                                | A. Liaci                  | Partito Comunista Italiano              | 20 485  | 22,17 |  |  |  |  |  |
|                                                                                | Angelo Custode Masciale   | Partito Socialista Italiano             | 12 002  | 12,99 |  |  |  |  |  |
|                                                                                | E. De Marzio              | Movimento Sociale Italiano              | 7 208   | 7,80  |  |  |  |  |  |
|                                                                                | N. Cutrone                | Partito Socialista Democratico Italiano | 5 950   | 6,44  |  |  |  |  |  |
|                                                                                | G. Garofalo               | Partito Repubblicano Italiano           | 2 018   | 2,18  |  |  |  |  |  |
|                                                                                | G. Loiacono               | Partito Liberale Italiano               | 1 882   | 2,04  |  |  |  |  |  |
| Totale                                                                         | Totale                    | Totale                                  | 92 387  | 100   |  |  |  |  |  |
|                                                                                |                           |                                         |         |       |  |  |  |  |  |
| Voti non validi                                                                | Voti non validi           | Voti non validi                         | 5 427   | 5,55  |  |  |  |  |  |
| Votanti                                                                        | Votanti                   | Votanti                                 | 97 814  | 92,54 |  |  |  |  |  |
| Elettori                                                                       | Elettori                  | Elettori                                | 105 697 |       |  |  |  |  |  |
|                                                                                |                           |                                         |         |       |  |  |  |  |  |
| Nota: quorum del 65% non raggiunto; ripartizione dei seggi a livello regionale |                           |                                         |         |       |  |  |  |  |  |
| Data: 28 aprile 1963                                                           |                           |                                         |         |       |  |  |  |  |  |
| Fonte: Ministero dell'interno                                                  |                           |                                         |         |       |  |  |  |  |  |

### V legislatura
|                                                                                | Vito Rosa ✔️ Eletto | Democrazia Cristiana                             | 43 969  | 45,78 |  |  |  |  |  |
|                                                                                | P. Marinelli        | PCI - PSIUP                                      | 25 766  | 26,83 |  |  |  |  |  |
|                                                                                | D. Larovere         | PSI-PSDI Unificati                               | 15 269  | 15,90 |  |  |  |  |  |
|                                                                                | O. V. Crespini      | Movimento Sociale Italiano                       | 5 687   | 5,92  |  |  |  |  |  |
|                                                                                | C. Sylos            | Partito Democratico Italiano di Unità Monarchica | 2 778   | 2,89  |  |  |  |  |  |
|                                                                                | G. D'Innella        | Partito Liberale Italiano                        | 2 017   | 2,10  |  |  |  |  |  |
|                                                                                | T. Petruzzellis     | Partito Repubblicano Italiano                    | 552     | 0,57  |  |  |  |  |  |
| Totale                                                                         | Totale              | Totale                                           | 96 038  | 100   |  |  |  |  |  |
|                                                                                |                     |                                                  |         |       |  |  |  |  |  |
| Voti non validi                                                                | Voti non validi     | Voti non validi                                  | 5 348   | 5,27  |  |  |  |  |  |
| Votanti                                                                        | Votanti             | Votanti                                          | 101 386 | 91,45 |  |  |  |  |  |
| Elettori                                                                       | Elettori            | Elettori                                         | 110 861 |       |  |  |  |  |  |
|                                                                                |                     |                                                  |         |       |  |  |  |  |  |
| Nota: quorum del 65% non raggiunto; ripartizione dei seggi a livello regionale |                     |                                                  |         |       |  |  |  |  |  |
| Data: 19 maggio 1968                                                           |                     |                                                  |         |       |  |  |  |  |  |
| Fonte: Ministero dell'interno                                                  |                     |                                                  |         |       |  |  |  |  |  |

### VI legislatura
|                                                                                | Vito Rosa ✔️ Eletto     | Democrazia Cristiana                    | 41 121  | 40,37 |  |  |  |  |  |
|                                                                                | P. Marinelli            | PCI - PSIUP                             | 25 717  | 25,25 |  |  |  |  |  |
|                                                                                | Gioacchino Giangregorio | Movimento Sociale Italiano              | 14 217  | 13,96 |  |  |  |  |  |
|                                                                                | M. Barnabei             | Partito Socialista Italiano             | 12 251  | 12,03 |  |  |  |  |  |
|                                                                                | D. Luisi                | Partito Socialista Democratico Italiano | 5 721   | 5,62  |  |  |  |  |  |
|                                                                                | T. Tangari              | Partito Liberale Italiano               | 1 758   | 1,73  |  |  |  |  |  |
|                                                                                | V. Loragno              | Partito Repubblicano Italiano           | 1 072   | 1,05  |  |  |  |  |  |
| Totale                                                                         | Totale                  | Totale                                  | 101 857 | 100   |  |  |  |  |  |
|                                                                                |                         |                                         |         |       |  |  |  |  |  |
| Voti non validi                                                                | Voti non validi         | Voti non validi                         | 5 339   | 4,98  |  |  |  |  |  |
| Votanti                                                                        | Votanti                 | Votanti                                 | 107 196 | 89,87 |  |  |  |  |  |
| Elettori                                                                       | Elettori                | Elettori                                | 119 279 |       |  |  |  |  |  |
|                                                                                |                         |                                         |         |       |  |  |  |  |  |
| Nota: quorum del 65% non raggiunto; ripartizione dei seggi a livello regionale |                         |                                         |         |       |  |  |  |  |  |
| Data: 7 maggio 1972                                                            |                         |                                         |         |       |  |  |  |  |  |
| Fonte: Ministero dell'interno                                                  |                         |                                         |         |       |  |  |  |  |  |

### VII legislatura
|                                                                                | Vito Rosa ✔️ Eletto         | Democrazia Cristiana                    | 44 679  | 39,96 |  |  |  |  |  |
|                                                                                | Mauro Zaccheo               | Partito Comunista Italiano              | 30 460  | 27,24 |  |  |  |  |  |
|                                                                                | Gaetano Scamarcio ✔️ Eletto | Partito Socialista Italiano             | 14 683  | 13,13 |  |  |  |  |  |
|                                                                                | Gioacchino Giangregorio     | Movimento Sociale Italiano              | 13 669  | 12,22 |  |  |  |  |  |
|                                                                                | Francesco Paolo Fazio       | Partito Socialista Democratico Italiano | 5 465   | 4,89  |  |  |  |  |  |
|                                                                                | Ottavio Tieri               | PLI - PRI                               | 2 285   | 2,04  |  |  |  |  |  |
|                                                                                | Angiolino Tullii            | Partito Radicale                        | 574     | 0,51  |  |  |  |  |  |
| Totale                                                                         | Totale                      | Totale                                  | 111 815 | 100   |  |  |  |  |  |
|                                                                                |                             |                                         |         |       |  |  |  |  |  |
| Voti non validi                                                                | Voti non validi             | Voti non validi                         | 5 245   | 4,48  |  |  |  |  |  |
| Votanti                                                                        | Votanti                     | Votanti                                 | 117 060 | 90,71 |  |  |  |  |  |
| Elettori                                                                       | Elettori                    | Elettori                                | 129 047 |       |  |  |  |  |  |
|                                                                                |                             |                                         |         |       |  |  |  |  |  |
| Nota: quorum del 65% non raggiunto; ripartizione dei seggi a livello regionale |                             |                                         |         |       |  |  |  |  |  |
| Data: 20 giugno 1976                                                           |                             |                                         |         |       |  |  |  |  |  |
| Fonte: Ministero dell'interno                                                  |                             |                                         |         |       |  |  |  |  |  |

### VIII legislatura
|                                                                                | Vito Rosa ✔️ Eletto         | Democrazia Cristiana                         | 47 210  | 40,85 |  |  |  |  |  |
|                                                                                | M. Zaccheo                  | Partito Comunista Italiano                   | 27 017  | 23,38 |  |  |  |  |  |
|                                                                                | Gaetano Scamarcio ✔️ Eletto | Partito Socialista Italiano                  | 17 457  | 15,11 |  |  |  |  |  |
|                                                                                | Gioacchino Giangregorio     | Movimento Sociale Italiano                   | 13 220  | 11,44 |  |  |  |  |  |
|                                                                                | F. P. Fazio                 | Partito Socialista Democratico Italiano      | 5 440   | 4,71  |  |  |  |  |  |
|                                                                                | C. Minenna                  | Partito Repubblicano Italiano                | 2 345   | 2,03  |  |  |  |  |  |
|                                                                                | L. Saraceni                 | Partito Radicale - Nuova Sinistra Unita      | 1 775   | 1,54  |  |  |  |  |  |
|                                                                                | A. N. Rana                  | Partito Liberale Italiano                    | 1 095   | 0,95  |  |  |  |  |  |
|                                                                                | –                           | Democrazia Nazionale - Costituente di Destra | 0       | 0,00  |  |  |  |  |  |
| Totale                                                                         | Totale                      | Totale                                       | 115 559 | 100   |  |  |  |  |  |
|                                                                                |                             |                                              |         |       |  |  |  |  |  |
| Voti non validi                                                                | Voti non validi             | Voti non validi                              | 7 499   | 6,09  |  |  |  |  |  |
| Votanti                                                                        | Votanti                     | Votanti                                      | 123 058 | 85,64 |  |  |  |  |  |
| Elettori                                                                       | Elettori                    | Elettori                                     | 143 684 |       |  |  |  |  |  |
|                                                                                |                             |                                              |         |       |  |  |  |  |  |
| Nota: quorum del 65% non raggiunto; ripartizione dei seggi a livello regionale |                             |                                              |         |       |  |  |  |  |  |
| Data: 3 giugno 1979                                                            |                             |                                              |         |       |  |  |  |  |  |
| Fonte: Ministero dell'interno                                                  |                             |                                              |         |       |  |  |  |  |  |

### IX legislatura
|                                                                                | Cesare Dall'Oglio                 | Democrazia Cristiana                    | 39 380  | 31,62 |  |  |  |  |  |
|                                                                                | Tommaso Sicolo                    | Partito Comunista Italiano              | 27 625  | 22,18 |  |  |  |  |  |
|                                                                                | Gaetano Scamarcio ✔️ Eletto       | Partito Socialista Italiano             | 24 622  | 19,77 |  |  |  |  |  |
|                                                                                | Gioacchino Giangregorio ✔️ Eletto | Movimento Sociale Italiano              | 18 762  | 15,07 |  |  |  |  |  |
|                                                                                | Giuseppe Lacarra                  | Partito Socialista Democratico Italiano | 6 685   | 5,37  |  |  |  |  |  |
|                                                                                | Michele Cifarelli                 | Partito Repubblicano Italiano           | 2 762   | 2,22  |  |  |  |  |  |
|                                                                                | Vincenzo Lombardi                 | Partito Nazionale Pensionati            | 1 892   | 1,52  |  |  |  |  |  |
|                                                                                | Giuseppe Manzionna                | Partito Radicale                        | 1 466   | 1,18  |  |  |  |  |  |
|                                                                                | Antonio Michele Cardone           | Partito Liberale Italiano               | 1 345   | 1,08  |  |  |  |  |  |
| Totale                                                                         | Totale                            | Totale                                  | 124 539 | 100   |  |  |  |  |  |
|                                                                                |                                   |                                         |         |       |  |  |  |  |  |
| Voti non validi                                                                | Voti non validi                   | Voti non validi                         | 9 360   | 6,99  |  |  |  |  |  |
| Votanti                                                                        | Votanti                           | Votanti                                 | 133 899 | 84,70 |  |  |  |  |  |
| Elettori                                                                       | Elettori                          | Elettori                                | 158 091 |       |  |  |  |  |  |
|                                                                                |                                   |                                         |         |       |  |  |  |  |  |
| Nota: quorum del 65% non raggiunto; ripartizione dei seggi a livello regionale |                                   |                                         |         |       |  |  |  |  |  |
| Data: 26 giugno 1983                                                           |                                   |                                         |         |       |  |  |  |  |  |
| Fonte: Ministero dell'interno                                                  |                                   |                                         |         |       |  |  |  |  |  |

### X legislatura
|                                                                                | Maria Fida Moro ✔️ Eletto | Democrazia Cristiana                    | 49 079  | 35,41 |  |  |  |  |  |
|                                                                                | R. Cavalluzzi             | Partito Comunista Italiano              | 29 254  | 21,11 |  |  |  |  |  |
|                                                                                | G. Acquaviva              | Partito Socialista Italiano             | 25 376  | 18,31 |  |  |  |  |  |
|                                                                                | Gioacchino Giangregorio   | Movimento Sociale Italiano              | 14 298  | 10,32 |  |  |  |  |  |
|                                                                                | F. Nacci                  | Partito Socialista Democratico Italiano | 9 848   | 7,11  |  |  |  |  |  |
|                                                                                | D. Luisi                  | Partito Repubblicano Italiano           | 3 659   | 2,64  |  |  |  |  |  |
|                                                                                | C. Schirone               | Partito Radicale                        | 2 613   | 1,89  |  |  |  |  |  |
|                                                                                | M. Dimonte                | Lista Verde                             | 1 887   | 1,36  |  |  |  |  |  |
|                                                                                | G. Carofiglio             | Partito Liberale Italiano               | 1 004   | 0,72  |  |  |  |  |  |
|                                                                                | T. Di Ciaula              | Democrazia Proletaria                   | 979     | 0,71  |  |  |  |  |  |
|                                                                                | G. Tarulli                | Liga Veneta - Pensionati Uniti          | 481     | 0,35  |  |  |  |  |  |
|                                                                                | I. Bruno in Menotti       | Alleanza Popolare Pensionati            | 108     | 0,08  |  |  |  |  |  |
| Totale                                                                         | Totale                    | Totale                                  | 138 586 | 100   |  |  |  |  |  |
|                                                                                |                           |                                         |         |       |  |  |  |  |  |
| Voti non validi                                                                | Voti non validi           | Voti non validi                         | 9 490   | 6,41  |  |  |  |  |  |
| Votanti                                                                        | Votanti                   | Votanti                                 | 148 076 | 84,32 |  |  |  |  |  |
| Elettori                                                                       | Elettori                  | Elettori                                | 175 609 |       |  |  |  |  |  |
|                                                                                |                           |                                         |         |       |  |  |  |  |  |
| Nota: quorum del 65% non raggiunto; ripartizione dei seggi a livello regionale |                           |                                         |         |       |  |  |  |  |  |
| Data: 14 luglio 1987                                                           |                           |                                         |         |       |  |  |  |  |  |
| Fonte: Ministero dell'interno                                                  |                           |                                         |         |       |  |  |  |  |  |

### XI legislatura
|                                                                                | Franco Paganini                     | Democrazia Cristiana                    | 40 326  | 26,74 |  |  |  |  |  |
|                                                                                | Rino Formica                        | Partito Socialista Italiano             | 31 702  | 21,02 |  |  |  |  |  |
|                                                                                | Giuseppe Mininni-Iannuzzi ✔️ Eletto | Movimento Sociale Italiano              | 22 778  | 15,11 |  |  |  |  |  |
|                                                                                | Angelo Domenico Colasanto           | Partito Democratico della Sinistra      | 17 634  | 11,69 |  |  |  |  |  |
|                                                                                | Raffaele Cavalluzzi                 | Partito della Rifondazione Comunista    | 11 472  | 7,61  |  |  |  |  |  |
|                                                                                | Pietro Bonasia                      | Federazione dei Verdi                   | 6 717   | 4,45  |  |  |  |  |  |
|                                                                                | Gennaro Calabrese                   | Partito Repubblicano Italiano           | 5 803   | 3,85  |  |  |  |  |  |
|                                                                                | Giuseppe Maurizio                   | Partito Socialista Democratico Italiano | 5 775   | 3,83  |  |  |  |  |  |
|                                                                                | Giuseppe Lampignano                 | Partito Liberale Italiano               | 4 267   | 2,83  |  |  |  |  |  |
|                                                                                | Michele Somma                       | Lista Referendum                        | 2 834   | 1,88  |  |  |  |  |  |
|                                                                                | Antonio Dell'Omo                    | Lega d'Azione Meridionale               | 783     | 0,52  |  |  |  |  |  |
|                                                                                | Francesco Falcetta                  | Lega Lombarda                           | 478     | 0,32  |  |  |  |  |  |
|                                                                                | Antonio Giuseppe Rocco Marra        | Federalismo - Pensionati Uomini Vivi    | 215     | 0,14  |  |  |  |  |  |
| Totale                                                                         | Totale                              | Totale                                  | 150 784 | 100   |  |  |  |  |  |
|                                                                                |                                     |                                         |         |       |  |  |  |  |  |
| Voti non validi                                                                | Voti non validi                     | Voti non validi                         | 16 384  | 9,80  |  |  |  |  |  |
| Votanti                                                                        | Votanti                             | Votanti                                 | 167 168 | 82,83 |  |  |  |  |  |
| Elettori                                                                       | Elettori                            | Elettori                                | 201 831 |       |  |  |  |  |  |
|                                                                                |                                     |                                         |         |       |  |  |  |  |  |
| Nota: quorum del 65% non raggiunto; ripartizione dei seggi a livello regionale |                                     |                                         |         |       |  |  |  |  |  |
| Data: 5 aprile 1992                                                            |                                     |                                         |         |       |  |  |  |  |  |
| Fonte: Ministero dell'interno                                                  |                                     |                                         |         |       |  |  |  |  |  |